# Grigny, Essonne
Grigny là một xã trong vùng hành chính Seine-Saint-Denis, thuộc tỉnh Essonne, quận Évry, tổng Grigny. Tọa độ địa lý của xã là 48° 39' vĩ độ bắc, 02° 23' kinh độ đông.